# Pastinaca sativa
La pastinaca (Pastinaca sativa L.) è una pianta biennale, coltivata come annuale, appartenente alla famiglia delle Apiaceae (Ombrellifere) e caratterizzata da un fusto erbaceo, cavo e angoloso, da radici carnose a fittone e da foglie pennate, profondamente incise e dentate.
La pastinaca è originaria dell'Eurasia; è utilizzata come ortaggio fin dall'antichità e veniva coltivata dai Romani, anche se nella letteratura dell'epoca esiste una certa confusione tra pastinaca e carota. Era usata come dolcificante prima dell'arrivo dello zucchero di canna in Europa.
Le pastinache vengono solitamente cotte ma possono essere consumate anche crude. La polpa ha un sapore dolce, ancor più delle carote, ma il sapore è diverso. La pastinaca è ricca di vitamine, antiossidanti e minerali (soprattutto potassio) e contiene anche fibre alimentari solubili e insolubili. La pastinaca si coltiva meglio in un terreno profondo e privo di pietre.

## Origini
Si narra che l'imperatore Tiberio (14-37 d.C.) abbia fatto importare la pastinaca a Roma dalla valle del fiume Reno (l'attuale Germania). La pastinaca era molto diffusa in Italia nel Medioevo ed era usata quanto oggi impieghiamo la patata: infatti la pastinaca è andata man mano a scomparire quando in Italia iniziò a diffondersi la patata. La pastinaca è poi sparita quasi completamente dalle tavole in Italia nel XIX secolo.

## Descrizione

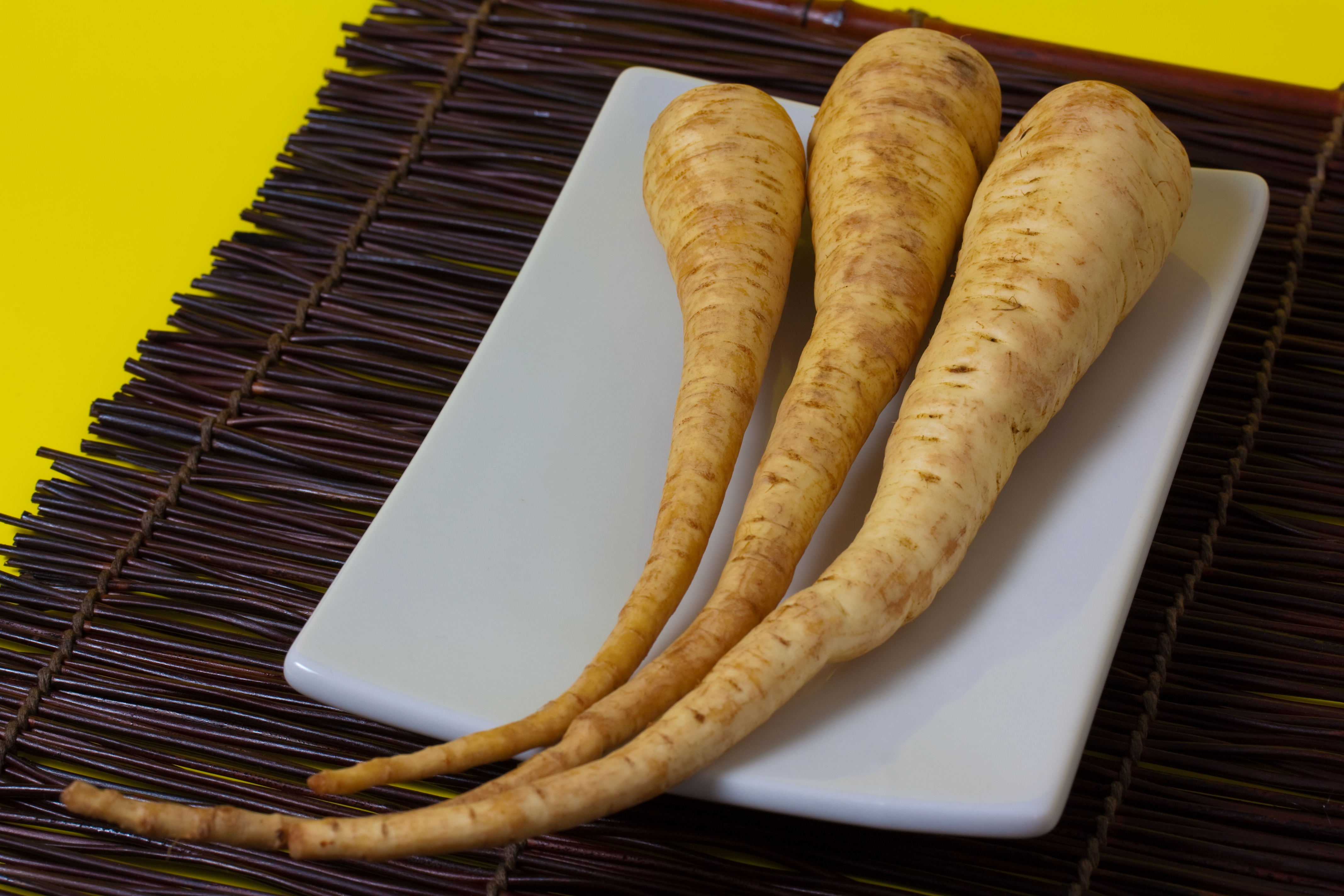
Radici di pastinaca

La pastinaca è una pianta biennale dotata di una rosetta di foglie grossolanamente pelose che se schiacciate emanano un odore pungente. Le pastinache vengono coltivate per i loro fittoni carnosi, commestibili e color crema. Le radici sono generalmente lisce, anche se talvolta si formano radici laterali. La maggior parte sono strettamente coniche, ma alcune cultivar hanno una forma più bulbosa, che generalmente tende a essere preferita per le lavorazioni industriali poiché è più resistente alla rottura. Il meristema apicale della pianta produce una rosetta di foglie pennate, ciascuna con diverse paia di foglioline con margini dentati. Le foglie inferiori hanno fusti corti, quelle superiori sono prive di stelo e le foglie terminali hanno tre lobi. Le foglie crescono fino a 40 cm di lunghezza. Lo stelo floreale si sviluppa nel secondo anno e può raggiungere più di 150 cm di altezza.
I fiori gialli sono riuniti in un'ombrella composta e sciolta che misura tra 10 e 20 cm di diametro. Sono presenti da sei a 25 pedicelli diritti, ciascuno dei quali misura da 2 a 5 cm, che sostengono le ombrelle secondarie. I fiori hanno sepali minuscoli o ne sono privi del tutto e misurano circa 3,5 mm. Sono costituiti da cinque petali gialli arricciati verso l'interno, cinque stami e un pistillo. I frutti, o schizocarpi, sono ovali e piatti, di colore dal paglierino al marrone chiaro.

## Coltivazione

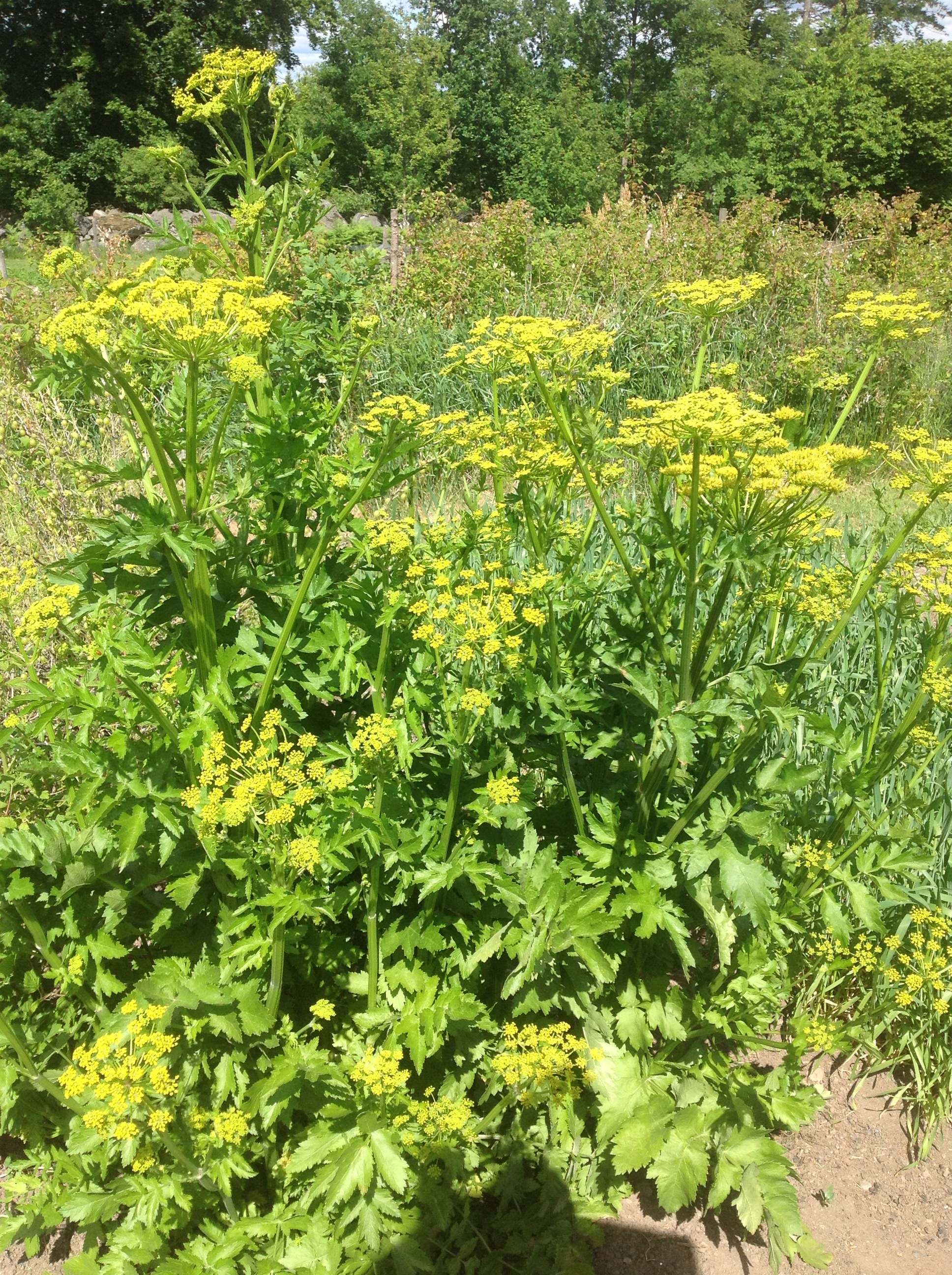
Pastinaca in fiore

La pastinaca è una pianta molto semplice da coltivare, si adatta praticamente a tutta Italia. Il metodo colturale è analogo a quello delle carote, pianta che è stretta parente della pastinaca e ne condivide molte caratteristiche botaniche, tra cui gli insetti parassiti e le malattie.
Per coltivare questa pianta occorre curare il terreno, che deve essere ben sciolto e drenante. I semi di pastinaca hanno una scorza dura e non sempre germinano, può essere utile metterli a mollo qualche ora prima della semina.
Le pastinache sono piante biennali, ma normalmente vengono coltivate come annuali. I terreni sabbiosi e argillosi sono preferibili a quelli limosi, argillosi e sassosi; quest'ultimo produce radici corte e biforcute. I semi di pastinaca si deteriorano notevolmente in termini di vitalità se conservati a lungo. I semi vengono solitamente piantati all'inizio della primavera, non appena il terreno può essere lavorato fino a raggiungere una grana fine, nella posizione in cui le piante devono crescere.
Le piante in crescita vengono diradate e mantenute prive di erbacce. La raccolta inizia nel tardo autunno dopo la prima gelata e continua per tutto l'inverno. Le file possono essere ricoperte di paglia per consentire il sollevamento del raccolto durante le giornate gelide. Le basse temperature del suolo fanno sì che parte degli amidi immagazzinati nelle radici vengano convertiti in zuccheri, conferendo loro un gusto più dolce.

## Usi
Le pastinache assomigliano alle carote e possono essere utilizzate in modi simili, ma hanno un sapore più dolce, soprattutto se cotte. Possono essere cotte al forno, bollite, ridotte in purè, arrostite, fritte, grigliate o cotte al vapore. Se utilizzate in stufati, zuppe e sformati, conferiscono un sapore ricco. In alcuni casi, le pastinache vengono bollite e le porzioni solide vengono rimosse dalla zuppa o dallo stufato, lasciando un sapore più tenue rispetto all'intera radice e l'amido per addensare il piatto. La pastinaca arrosto è considerata una parte essenziale della cena di Natale in alcune parti del mondo anglofono e spesso è presente nel tradizionale sunday roast. Le pastinache possono anche essere fritte o tagliate a fette sottili e trasformate in snack.

## Precauzioni
I germogli e le foglie della pastinaca devono essere maneggiati con cura poiché la sua linfa contiene furanocumarine, sostanze chimiche fototossiche che provocano vesciche sulla pelle se viene esposta alla luce solare, una condizione nota come fitofotodermatite. Condivide questa proprietà con molti dei suoi parenti della famiglia delle Apiaceae. I sintomi includono arrossamento, bruciore e vesciche; le aree colpite possono rimanere sensibili e decolorite fino a due anni. È più probabile che il problema si verifichi in una giornata soleggiata quando si raccolgono foglie o si estirpano vecchie piante. I sintomi sono per lo più da lievi a moderati. Il rischio può essere ridotto indossando pantaloni lunghi e maniche lunghe per evitare l'esposizione ed evitando la luce solare dopo ogni sospetta esposizione.

## La "pastinaca" nei dialetti italiani
Il nome "pastinaca" e le sue varianti vengono utilizzati spesso nelle lingue locali d'Italia per indicare non già la pastinaca, ma la carota. Esempi sono la "pestanaca di Sant'Ippazio", coltivata in Salento, la "prestinaca" calabra, le "basteneuche" bitontine, la "pistinega" o "pistinégra" in provincia di Bologna o la "frustinaca" in sardo nuorese. In tutti i casi il riferimento però è a specifiche cultivar della carota e non alla pastinaca vera e propria.